# Mütercim Mehmed Rüşdi Pascha

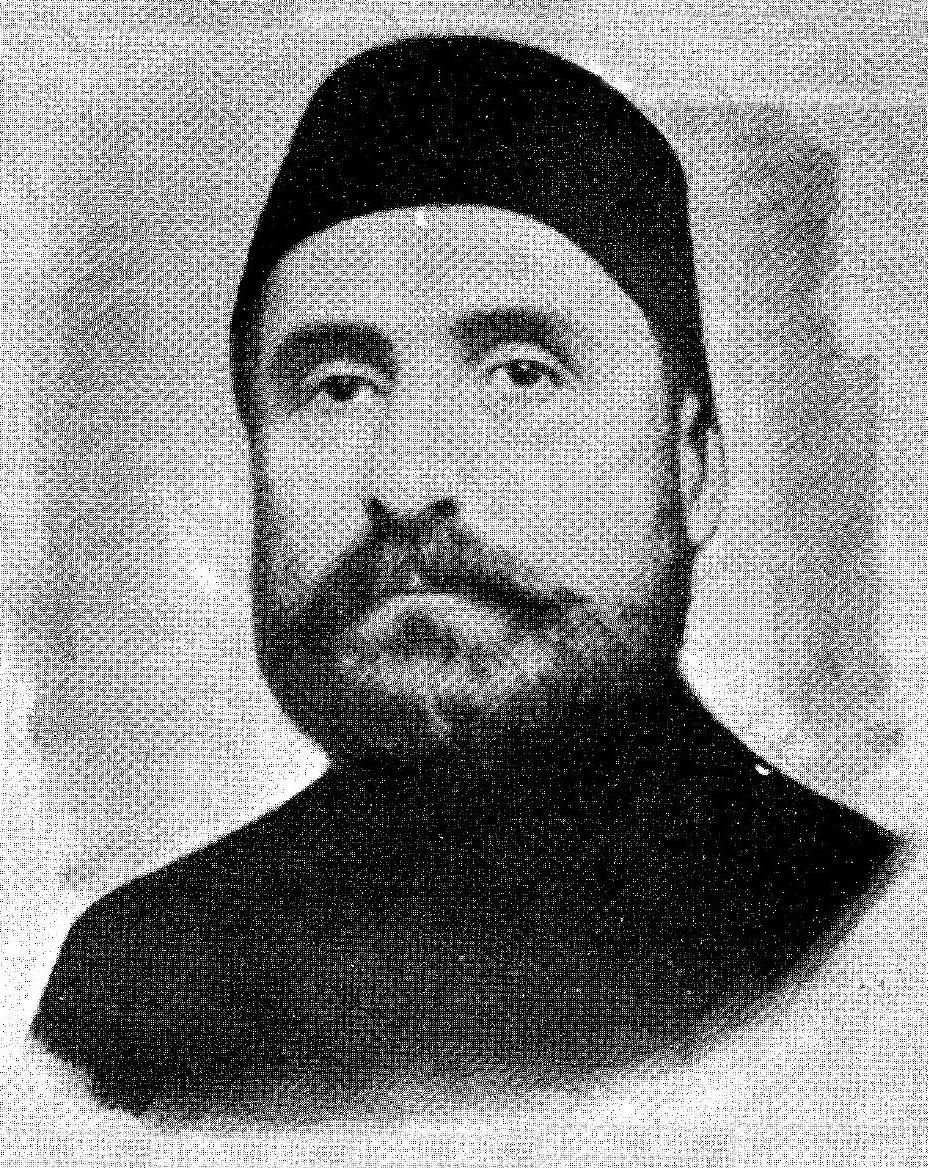
Mütercim Mehmed Rüşdi Pascha

Mütercim Mehmed Rüşdi Pascha, auch Mehmed Rüşdü Pascha, (* Februar 1811 in Ayancık; † 27. März 1882 in Manisa) war ein osmanischer Staatsmann und Reformer. Er war fünf Mal Großwesir des Osmanischen Reiches. Mehmed Rüşdi Pascha unterstützte die Tanzimat-Reformen.

## Leben

### Herkunft und Ausbildung
Mehmed Rüşdi wurde 1811 als Sohn des Bootsmannes Hasan Ağa in der Küstenstadt Ayancık am Schwarzen Meer in ärmlichen Verhältnissen geboren. Im Alter von drei Jahren zog die Familie nach Istanbul, wo er auch die Schule besuchte. Nach dem Abschluss wurde er vom Militär rekrutiert und studierte bei einem Grafen Tănase. Dieser brachte dem Jungen die französische Sprache bei. Sultan Abdülhamid II. erkannte das Talent des jungen Mannes, holte ihn an den Hof und stellte ihn als Übersetzer an. Schnell wurde Mehmed Rüşdi Pascha für seine Übersetzungen im Reich bekannt. Zwei seiner wichtigsten übersetzten Texte waren Handbücher der französischen Militärtaktik und der militärischen Ausbildung. Nach diesen Übersetzungen wurde er erneut befördert und nach England geschickt, um weitere westliche Werke zu studieren und zu übersetzen. Rüşdi war so von westlichen Ideen umgeben, die seinen reformistischen Kollegen ähnelten, mit denen er später auf Tanzimat-Reformen drängte.

### Militärische Karriere
1839 wurde Mehmed Rüşdi im Alter von 28 Jahren zum Mir alay (Regimentskommandeur im Range eines Obersts) befördert und diente in Rumelien und Anatolien. Er setzte seine Militärkarriere fort, wurde 1843 zum Mirliva der Armee in Rumelien ernannt und wurde 1845 zum Ferik befördert. Bald ernannte man ihn zum Mitglied im Rat für militärische Angelegenheiten (Dâr-ı Şûrâ-yı Askerî). 1847 wurde er Befehlshaber der 1. Armee und 1851 zum Vorsitzenden des Rats für militärische Angelegenheiten ernannt und damit Kriegsminister, eine Position, die er auch 1855 und 1857 innehatte. Im Mai 1851 berief ihn der Sultan zum Serasker und damit zum Oberbefehlshaber der osmanischen Armee, eine Position, die er bis 1869 mehrfach innehatte. 1854 wurde er Mitglied der Hohen Reformversammlung (Meclis-i Âlî-i Tanzîmat), die eine Reform des Osmanischen Staates beraten sollte.

### Erste Amtszeit als Großwesir (1859/60)
Am 24. Dezember 1859 wurde Mehmed Rüşdi Pascha zum ersten Mal unter Sultan Abdülmecid I. zum Großwesir des Osmanischen Reiches bestellt.  Er war jedoch ständig in palastinterne Konflikte verwickelt, die mit der Politik der Regierung zusammenhingen. Es gab insbesondere Konflikte zwischen Mehmed Rüşdi Pascha und Mehmed Emin Ali Pascha und anderen Regierungsbeamten, die Regierungsgeschäfte anders ausführen wollten als Mehmed Rüşdi Pascha. Diese Reibungen machten es Mehmed Rüşdi Pascha schwer, seine Position als Großwesir beizubehalten und so wurde er am 28. Mai 1860 ersetzt.  Nach seinem ersten Dienst als Großwesir des Osmanischen Reiches unternahm Mehmed Rüşdi Pascha 1860 einen Ausflug nach Berlin. Kurz danach besuchte er Paris und bereiste andere europäische Länder. 1861 kehrte er nach Istanbul zurück.

### Zweite Amtszeit als Großwesir (1866/67)
Am 5. Juni 1866 wurde Mehmed Rüşdi Pascha zum zweiten Mal zum Großwesir des Osmanischen Reiches ernannt, trotz der antireformistischen Opposition in der Regierung. Obwohl Mehmed Rüşdi Pascha seine Rivalen in der Regierung im Kampf um das Amt besiegte, führte der interne Widerstand gegen die Reformen dazu, dass er am 11. Februar 1867 zum zweiten Mal aus dem Amt entlassen wurde.

### Dritte Amtszeit als Großwesir (1872/73)
Am 19. Oktober 1872 ernannte Sultan Abdülaziz Mehmed Rüşdi Pascha zum dritten Mal in seiner politischen Karriere zum Großwesir.  Auch diese Amtszeit war von kurzer Dauer und nach nur etwa vier Monaten vorbei.  Erneut wurde Mehmed Rüşdi Pascha aufgrund seiner reformerischen Ansichten aus dem Amt gedrängt.

### Vierte Amtszeit als Großwesir (1876)
In den 1870er Jahren gab es innerhalb des Reiches zahlreiche Aufstände. Studenten führten Demonstrationen durch und verbreiteten reformistische Ideale. Der zivile Aufruhr und die Unruhen führten dazu, dass der beliebte Mehmed Rüşdi Pascha am 12. Mai 1876 erneut zum Großwesir des Osmanischen Reiches ernannt wurde. Dies geschah, um die Reformisten zu besänftigen und die Unruhen einzudämmen. Dies rettete Sultan Abdülaziz jedoch nicht, er wurde am 30. Mai 1876 von seinen Ministern unter Beteiligung von Mehmed Rüşdi Pascha zur Abdankung gezwungen und am folgenden 4. Juni ermordet. Die Ermordung des Sultans wurde als Selbstmord ausgegeben.
Nach der Ermordung von Abdülaziz ernannten Beamte des Osmanischen Reiches, darunter auch Mehmed Rüşdi Pascha, Murad V. zum neuen Sultan, weil sie glaubten, damit ihre Reformen durchsetzen zu können. Murad V. war stark von den Ideen der Tanzimat-Reformen beeinflusst. Außerdem beeindruckten ihn die französische und andere westlichen Kulturen. Mehmed Rüşdi Pascha diente weiterhin als Großwesir unter dem neuen Sultan und gewann an Macht. Murad V. sollte eine Osmanische Verfassung verabschieden, was allerdings auch mit Unterstützung von Mehmed Rüşdi Pascha nicht gelang. So wurde Murad V. durch seinen Bruder Abdülhamid II. ersetzt. Mehmed Rüşdi Pascha mochte Abdülhamid II. nicht, dessen Nachlässigkeit und mangelnde Konzentration auf die Regierungsgeschäfte störten Mehmed Rüşdi Pascha. Er trat am 19. Dezember 1876 im Alter von 65 Jahren von seiner Position als Großwesir zurück, weil er mit Sultan Abdülhamids II. Amtsführung nicht einverstanden war. Am 23. Dezember 1876 wurde vom Sultan per Dekret die Verfassung erlassen, die erstmals eine Beschränkung der Macht des Sultans durch ein Parlament in zwei Kammern vorsah, deren Abgeordnetenkammer aus Wahlen hervorging. Das Parlament wurde allerdings nach dem Russisch-Osmanischen Krieg (1877/78) von Abdülhamid II. wieder geschlossen und bis zur jungtürkischen Revolution im Jahr 1908 nicht wieder einberufen.

### Fünfte Amtszeit als Großwesir und Tod (1878)
Mehmed Rüşdi Pascha wurde am 28. Mai 1878 für seine fünfte und letzte Amtszeit ernannt. Er begann sofort, die Ermordung des ehemaligen Sultans Abdülmecid I. zu untersuchen. Nachdem er einige Anschuldigungen erhoben und die Untersuchung des Attentats fortgesetzt hatte, wurde er nach nur einer Woche aus dem Amt entlassen. Nach seinen Anschuldigungen wurde er vor dem obersten Gericht des Osmanischen Reiches angeklagt und befragt, aufgrund seines Gesundheitszustandes aber nicht verurteilt. Der Sultan schickte Mehmed Rüşdi Pascha in das Exil.
Mehmed Rüşdi Pascha starb  am 27. März 1882 im Alter von 71 Jahren in Manisa an einer neurologischen Erkrankung. Sein Leichnam wurde im Garten der Hatuniye-Moschee bestattet.